# 野津龍三郎
野津 龍三郎（のづ りゅうざぶろう、1892年（明治25年）2月5日 - 1957年（昭和32年）10月27日は、日本の大正から昭和期の化学者、京都帝国大学教授・甲南大学理学部長。滋賀県出身者として2人目の理学博士（博士登録番号234番）。

## 生涯
1892年（明治25年）2月5日、滋賀県彦根市近郊の士族野津家に生まれる。彦根第一中学校、1913年（大正2年）7月第三高等学校第二部乙類を卒業し、1916年（大正5年）京都帝国大学理科大学を卒業する。卒業後神戸の鈴木商店（現双日のルーツの一つ）に入社し化学研究所に勤務、1921年（大正10年）1月大日本木管（紡績用木管類を生産）に転職した後、同年12月京都帝国大学理学部小松茂教授の下で講師になる。大学では久原躬弦教授に指導を受け「アミノメチルフェニカルビノールのベンゾイルエスチルの合成」卒業研究を行った。
1923年（大正12年）助教授に昇任、有機化学研究のため1925年（大正14年）アメリカ・イギリス・ドイツ・フランスへ留学し、翌年4月17日理学博士の学位を授けると共に教授に就任し、化学第三講座（有機化学）を担当した。英国ではオックスフォード大学のロビンソン教授（1947年ノーベル化学賞授賞）に、ドイツではフライブルク大学シュタウディンガー教授（1953年ノーベル化学賞授賞）に指導を受けた。1946年（昭和21年）京都大学化学研究所第5代所長に就任（1948年（昭和23年）退任）し、退官後1955年（昭和30年）3月9日京都大学名誉教授となった。その間、理学部長、日本学術会議会員、日本化学会長等の要職を歴任し、退官後も甲南大学教授に招かれて文理学部長（後に理学部長）となり、日本放射線高分子研究会大阪研究所長を兼務したが、1957年（昭和32年）10月27日65歳で胃癌により急逝した。

## エピソード
- 口癖[1]

「有機化学から合成を除けば、それは有機化学ではない。有機化学の生命は合成にある」

## 業績
論文
- リン酸エステルの合成（学位論文）

六単糖類の各種リン酸エステルを合成され、これら糖リン酸エステルの酵素に対する挙動を検討したもの。
（京都帝国大学講師時代）
- アニリンとクロル酢酸との反応
- α-ナフトールとα-アフテルアミンとの接触還元
- 山桃の果実の生化学的研究

（留学以降）
- 明確な炭化水素及び長鎖状化合物の粘度の測定（1930年）
- アセトン-ホルマリン樹脂の接着剤への應用-木材類の接着に関する研究（1950年）
- 有機化学に於ける硫酸（1950年）
- o-Aminophenol の高級 Alkylether の合成並びに結核菌に対する抗菌作用(結核の化学療法の研究)（1951年-1952年）
- o-Aminophenol-n-dodecylether の毒性並びに動物体内分布(結核の化学療法の研究)（1951年）
- Brenzcatechin monoalkylether の合成並びに結核菌に対する抗菌作用(結核の化学療法の研究)（1952年）
- p-Aminophenol alkyletherの合成並に結核菌に対する抗菌作用（1952年）
- Resorcin monoalkyletherの合成並に結核菌に対する抗菌作用(結核の化学療法の研究)（1952年）
- 木材類の接着に關する研究 : 第1報 アセトン-ホルマリン樹脂の接着劑への應用（1950年-1952年）
- いわゆる龜の甲の話（1951年）
- 高分子化学とStaudinger（1951年）
- 高分子物質のコロイド性に関する構造化学的研究(予報)（1951年）
- 高分子物質のコロイド性に関する構造化学的研究-水溶性醋酸繊維素（1952年）
- 有機化学と電子説-物理化学との関連（1952年）
- 椰子油脂肪酸の分離及びその還元年（1952年）
- 糊麻粘質液の研究（1953年）
- 結核化学療法の研究（1954年）
- アセチレンとその誘導体に関する研究（1954年）
- Swarts反応に関する研究（1955年）
- 芳香族フッ素化合物に関する研究（1955年）

著作
- 「化学 6(3)」P32〜43「21世紀への化学 野津龍三郎」（化学同人 1951年4月）
- 「改編化学実験学 有機化学篇 第5巻 (重合と縮合)」 「重合と解重合 野津龍三郎」の項（河出書房 1952年）
- 「化学と工業 = Chemistry & chemical industry 6(5)」P212「研究の独創性 野津龍三郎」（日本化学会 1953年5月）
- 「生物化学最近の進歩 第1集」 「複合多糖類 野津竜三郎」の項（生物化学最近の進歩編集委員会編 技報堂 1955年）